# アマミサソリモドキ
アマミサソリモドキ（Typopeltis stimpsonii）は、サソリモドキ科サソリモドキ属に分類されるサソリモドキである。サソリモドキの中では唯一日本本土に生息する。沖縄には類似の別種であるタイワンサソリモドキ T. crucifer が生息しており、以前は本種と同種とみられていた。

## 特徴
体長は約40mmのサソリモドキである。頭胸部（前体）の背面は1枚の分節のない背甲で覆われる。触肢は強く大きく発達し、その先端は鋏状になる。またその脛節の内側縁に突起がある。第1脚は特に細長く、これを触角のように用いて歩行には使用しない。腹部（後体）末端近くに臭腺が開く。
体色は基本的には黒で、背面は黒く、歩脚と鞭状の尾節は赤みを帯びる。腹面は赤みがかった黒で、歩脚の基部は赤みが強くて栗茶色、触肢基部も赤みが強い。
腹部は12節からなり、全体的には小判型をしているが、10-12節は急に細まって環状をなし、つまり短く細い筒が腹部後方に小さく突き出した形になっている。その先端からは細い鞭状の尾節が伸び、この部分は多数の節に分かれ、その数は50を超えるものもある。この尾節の長さは体長をしのぐほどになる。
雌雄の性差は明確で、それは特に触肢の形態の差に見える。触肢の先端は鋏状であるが、その鋏を構成する先端2節の更に基部の肢節からも内側に突起が出ている。この突起が雌では棘状であるのに対して、雄では先端が広がっており、その縁が歯状になっている。また腹部第2節腹面が雌では生殖板としての構造があるのに対して、雄では不明確であることなどの点でも区別が付く。
また、あまり明確ではないが、雄の方が全体にやや華奢な体つきをしている。

## 生態など
夜行性であり、昼間は生息地の地上、石や倒木の下に隠れている。隠れている石を捲るなどすると大きく触肢を広げ、腹部と鞭状の尾節を持ち上げる威嚇の姿勢を取る。更にピンセットでつつくなどすると肛門腺から強い酢酸臭のする液を出し、これが皮膚に付くとひりひり痛み、目に入ると激痛を起こす。この液の成分は酢酸80％、カプリル酸5％、水15％である。この液噴出は同一個体で連続して2回くらいは出せる。腹部末端節は可動なので、その液噴出の方向もかなり変えることが出来る。ピンセットなどで刺激すると尾節をピンと差し上げ、腹部末端節を上に向けて噴出し、その到達距離は20cmにもなる。この行動は外敵に対して行われるものとみられ、同種個体間で行われることは見ない。
肉食性であり、昆虫やクモ類などを捕食する。佐藤(1941)はサソリの発生研究との関連で本種に関わったため、飼育下での様子をサソリと比して述べているが、サソリに比べて遙かに多くの食物を要求するとのこと。サソリはごく少食で、キョクトウサソリの飼育の際には1ヶ月間にハエやクモなど数匹を与えるだけで充分であったため、そのように管理するとすぐに共食いしてしまったという。その後は毎日ハエを数匹与え、それが1日2日絶えただけで共食いしたという。また、飼育下でも夜間のほうがよく活動するが、昼間でも餌を与えると食べるのが見られた。
またサソリの共食いは配偶行動と関連してみられることが多いのに対して、サソリモドキでは飼育下ではほぼ通常に見られるという。もっとも普通には2頭が出会うとまずはその細長い尾をピンと張って振り回し、更に接近すると鋏になった触肢を左右に強く張り、その鋏同士をかち合わせて小競り合いする様子を見せる。大抵は尾を振り回す段階か、或いは触肢をかち合わせた後に互いに離れてゆく。本種では雄の方がやや華奢であるが、共食いでは雄が雌を食う例が遙かに多かったという。
また、腹部後端から伸びる細長い鞭状の尾節は、隠れ家に静止しているときには地上に置かれているか、あるいは多少斜め上に持ち上げられた状態でいるが、たとえば隠れ家を開け放されたときには即座に真上に向かって持ち上げられる。この尾節はその基部から前後左右に自由に動かすことが出来、歩行時にはたいていほぼ直立させる。立ち止まった際には1-2度それを大きく降り、あるいは個体同士が出会った場合などは独特の振り回し方を見せる。

### 繁殖
繁殖期は6-9月で、雌は大きな石の下に楕円形から馬蹄形の産室を作る。大きさは径が10cm、深さが3-7cmにもなる。雌は32-61個、平均45個の卵を産む。卵は1つの塊、卵嚢の形に纏められ、雌はこれを腹部の下面、その前方にある生殖板の所に付着させ、孵化まで保護する。その際に雌は腹部をやや扁平にし、それを持ち上げるようにして卵嚢が地面に着かないように持ち上げている。卵は約3週間で孵化し、一見ではウジ状の白い幼虫は自分の力で雌の背面に上り、そこで互いに絡まり合うように塊を作り、1週間ほどはそのままで過ごす。雌はその間はじっと動かない。幼生は1週間で雌の体を降り、それから2週間ほどを産室内で過ごす。その頃には幼生は自力で餌を取れるようになり、産室から出て散らばり去る。雌成体は幼生が背中から降りた後も餌を採ること無く、そのまま衰弱死する。
配偶行動としては、本群の動物では直接の交尾は行わず、精包の受け渡しが行われ、それに際しては長時間、種によっては1日を超える配偶行動が行われることが知られている。本種については奄美大島で9月にそれが観察されており、雄と雌が同じ方向を向き、雄が前、雌が後ろから雄の腹部後方の両側を蝕肢で挟んで追従する姿が観察されている。ちなみにこの状態から雄同士で闘争することが観察されている。

## 分布
日本列島の固有種であり、九州南部から奄美群島まで分布する。また、伊豆諸島の大島、八丈島などにも侵入しており、観葉植物の鉢などに侵入して移植されたと考えられている。
更に詳しく見ると、南では沖縄の伊是名島を南限として、奄美諸島の徳之島、奄美大島、トカラ列島、大隅諸島の口永良部島、硫黄島、竹島、薩摩半島、上甑島、天草市牛深までは自然分布と考えられている。ただし最北限の牛深に関しては人為分布ではないかとの説もある。
南限に当たる伊是名島であるが、この島は沖縄本島の北西にある孤島で、すぐ北には伊平屋島がある。沖縄本島には後述の別種であるタイワンサソリモドキが分布するのだが、興味深いことにこの種が伊平屋島に分布している。つまりアマミサソリモドキはそれ以北から伊平屋島を飛ばして伊是名まで分布し、タイワンサソリモドキはそれ以南から伊是名島を飛ばして伊平屋島に分布していることになっている。この奇妙な逆転現象に関してはその理由等全くわかっていない。
上記の自然分布(牛深には疑問ありだが)の他に、伊豆諸島の八丈島では定着しており、これは移入と考えられている。八丈島で最初に記録されたのは1968年頃のことで、樫立地区の農園が奄美大島から持ち込んだソテツに混入していたとの説がある。さらにこれ以外の日本各地で時折発見の報告がある。特に愛媛県今治市、高知県幡多郡大月町、兵庫県神戸市、福岡県糸島市で、いずれも継代繁殖をしていると思われる集団が発見されている。これらについては遺伝子情報の研究からそれらの多くは奄美大島個体群の系統枝に含まれることが示され、そこからの移入であることが考えられている。ただしその中で八丈島での発見が古く、それ以外のものは1990年代以降であることから、八丈島由来、たとえば観葉植物について2次的に移入された、という可能性も想定される。なお、高知県で発見された個体群は遺伝子情報の確認がなされておらず、自然分布である可能性は残されているとのこと。
なお、佐藤(1941)も九州における本種の分布を移入によるものではないかとの疑問を持っていたようで、『而も九州本土における産地は何れも南方と船運の頻繁な港に局限されていることを見逃してはならぬ』と記し、また後述の牛深における産地が局限されていることにもその文脈で言及している。

## 生息環境
山地から山麓に掛けての開けた草地で倒木や石の下などに発見される。
奄美大島では個体数が多く、特に田畑や人家周辺で多く見られる。天草南部の牛深においてはその生息域はごく限定されており、1941年の報告では集落近辺の山に通じる斜面と墓地の2カ所でしか発見されず、それ以外の場所ではよく似た環境と思われる場所でも発見できなかったという。前者は畑や開墾地の切り開かれた斜面で、粘土質の知面に穴を掘って住んでいたという。

## 名称について

### 和名

#### 古名
日本では江戸時代にはすでにその存在が知られていた。『重訂本草綱目啓蒙』にサソリの仲間で『薩州の大島にヘヒリと呼ぶ虫あり、形甚だ蠍に似て身大にして尾短く手も甚だ短くしてふとし』と紹介されているのがこれであるという。

#### 標準和名
和名はかなりの揺れがあり、後述の他種を合わせてサソリモドキが長らく使われてはいたものの、確定的ではなかった。古くは内田他(1952)では標準名を「しりをむし」として別名扱いで「さそりもどき、むちさそり」を挙げている。この書の後継となる岡田他(1967)では「むちさそり」を標準和名とし、これ以外の名を挙げていない。そのまた後継に当たる内田他(1979)でもこれが継承されている。しかし前後するが岡田他(1957)では和名を「さそりもどき」としている。
他方で東亜クモ学会(当時)の学会誌に投稿された論文（例えば江崎(1940)や佐藤(1941)）では当たり前のようにサソリモドキが用いられている。佐藤(1941)では さらにサソリグモという異名を挙げ、これとムチサソリに関してはこの群の英名である scorpion spider、whip-scorpion の直訳によるものだろうとしており、シリヲムシについてはこれ『を用ふる人もいるが』と、あまりまっとうな用い方でないような物言いである。

#### 地方名
かなり大きい虫であり、その姿も独特で目を引き、また悪臭を放つことからかなり目立つのであろう。各地で地方名が知られる。分布の北限に当たる熊本県天草の牛深では丘陵地の墓地で多く見られることから『墓虫』と呼ばれるとのこと。このほかにこの虫が酢酸臭の強い液体を噴出することに由来するらしいのがヘヒリムシという名で、これに類するものとしてフフィリャムシ(奄美大島)、ヘノジョウ(硫黄島)、ヘヒンジョウ(口之島)、ヘヒラムシ(諏訪之瀬島)、ヘゴマ(鹿児島)、或いはその酢酸臭によると思われるのがスムシ(甑島)、スダチ(枕崎市小湊)など、更に徳之島ではツツバシヤンなどの地方名を佐藤(1941)は採集している。近年の奄美大島ではプーヘラムシ
等とも呼ばれる。

### 学名
種小名はWilliam Simpsonnに献名されたものと思われる。この人物は1853年から1856年にアメリカから派遣された極東探検艦隊に参加した博物学者であった。この艦隊は東京近辺の測量や日本との交渉の任を同時期に出たペリーの艦隊に先を越され、南日本に向かい、鹿児島と奄美大島近海の測量を一番の収穫として帰還することになった。そのために彼は奄美大島と喜界島に上陸し、そこで観察した海産動物等について手記に記している。この動物のことは書かれておらず、また本種の採集地の記録には日本（"Japan"）とのみ記録されているが、本種が多産する奄美大島で採集したものと考えるのが妥当であろうと江崎は述べている。

## 近縁種
ごくよく似たタイワンサソリモドキ Typopeltis crucifer が沖縄諸島から南、台湾まで分布している。この種は1966年まではアマミサソリモドキと同種とされてきたもので、外見的にはほぼ区別が付かないが、雄の触肢の内側の突起の形や生殖板の形態などで区別できる。より具体的にはアマミサソリモドキの触肢内側の突起は細長くて内側に曲がって伸びているのに対して、タイワンサソリモドキのそれはより太く短く、そして逆に外向けに曲がっている。また、雌の生殖板はアマミサソリモドキでは中央に環状のくぼみがあるが、タイワンサソリモドキではそれがない点でも区別できる。

## 保護の状況
熊本県では牛深地区の本種を天然記念物に指定している。ただし現在ではこれを分布の北限としつつも、南方よりの移入であろうとしている。
高知県ではレッドデータブックで絶滅危惧II類に指定していたが、2017年の改定で除外された。理由としては一地域だけで発見されていたものが他地域でも見つかったためとされている。

## 利害
上記の様に異臭を放つ液体を出し、体に触れると苦痛を受けるので、有毒な害虫との扱いもあり、加納、篠永(1997)に掲載されているのもこれによる。また、サソリモドキ類から噴射される液体には酢酸を含むため軽度の皮膚炎を起こすことがある。
ただし、本種の方から人間に接触してくるものではなく、さほどの害を受けるものでもない。岡田他(1957)ではあえて『人生との交渉は皆無に等しい』と記してある。しかし分布域の各地で方言名があるところを見ると、それなりに認知され、親しまれてきたことは推察できる。